# Adam Waczyński
Adam Waczyński, né le 15 octobre 1989, à Toruń, en Pologne, est un joueur polonais de basket-ball. Il évolue au poste d'arrière.

## Carrière
Waczyński quitte la Pologne à l'été 2014 et rejoint l'Obradoiro CAB, club de première division espagnole. Lors de la saison 2014-2015, Waczyński est nommé meilleur joueur de la Liga lors de la 32e journée.

## Palmarès
- Vainqueur de la coupe de Pologne en 2012 et 2013